# Civilization VI: Gathering Storm
Sid Meier's Civilization VI Gathering Storm o Civilization VI: Gathering Storm es la segunda expansión del videojuego de estrategia por turnos Civilization VI, que se estrenó el 14 de febrero de 2019. El juego añadió nuevas mecánicas de juego, así como nuevos líderes y civilizaciones.

## Sistema de juego
El foco de la expansión es mejorar el mundo del juego con el clima y cómo la acción humana lo afecta en las últimas eras. El jugador tendrá que enfrentar cómo cambia su entorno con el tiempo, ya sea al azar o por sus decisiones.
La expansión introduce desastres naturales en forma de erupciones volcánicas, inundaciones de ríos, aumento del nivel del mar, huracanes, tormentas de arena, ventiscas, tornados y sequías. Los jugadores tendrán la posibilidad de mitigarlos mediante la construcción de mejoras, como represas o barreras marítimas. Además, algunos de estos eventos pueden ser beneficiosos para los jugadores; por ejemplo, después de las inundaciones de los ríos y las erupciones volcánicas, las casillas afectadas pueden aumentar sus rendimientos. La frecuencia de estos eventos se ve afectada por un nuevo sistema climático. Los edificios de juegos tardíos pueden mejorar su efectividad al proporcionarles el nuevo recurso de energía, que se puede obtener quemando recursos como el carbón y el petróleo. Sin embargo, hacerlo aumentará los niveles de CO2 en la atmósfera, aumentando la frecuencia de los desastres. Los jugadores también podrán investigar alternativas de energía verde, como las centrales solares, eólicas y geotérmicas. La Era Futura volverá agregando nuevas tecnologías y principios cívicos que se desbloquearán al azar.
Se cambiará la generación mundial, por ejemplo el nuevo terreno presentará fisuras geotérmicas y volcanes, se desovarán a lo largo de las cordilleras que separan los continentes, y las planicies de inundación ahora se generan en grandes grupos exclusivamente a lo largo de los ríos. Las cadenas montañosas, los ríos, los volcanes y los desiertos ahora tendrán el nombre de la civilización que los descubrió. Por ejemplo, un río descubierto por los ingleses podría llamarse el Támesis, mientras que uno descubierto por los franceses podría llamarse el Sena.
La diplomacia también se renovará, con la Victoria Diplomática y el Congreso Mundial de los juegos anteriores, con la diferencia de que se necesitará acumular un cierto número de Puntos de Victoria Diplomática que se pueden obtener de varias maneras y se tendrá que ganar los votos varias veces, mostrando el liderazgo diplomático en las diferentes épocas, para lograr la Victoria Diplomática. La forma en que los votos son influenciados se llama favores, que pueden aumentar el peso de su voto. El favor diplomático y un nuevo sistema de quejas reemplazará la puntuación de belicosidad del juego base. El Congreso Mundial otorgará a los jugadores mucho más control sobre la construcción de resoluciones de diferentes componentes de la misma manera que un tratado de paz, y la comunidad internacional votará sobre sí o no en la sesión del Congreso Mundial.
Se modificarán varios sistemas del juego base y la expansión anterior  Rise and Fall, incluida la adición de más Momentos históricos, un nuevo Gobernador, mejoras en el sistema de espionaje y cambios en las condiciones de victoria de la ciencia y la cultura.

### Civilizaciones y líderes
Esta expansión incluye un total 8 nuevas civilizaciones y 9 líderes.
| Civilización | Líder               | Capital                | Unidad única         | Infraestructura única       | Habilidad especial     | Bonus de líder (Unidad única 2) | Agenda histórica                 |
| ------------ | ------------------- | ---------------------- | -------------------- | --------------------------- | ---------------------- | ------------------------------- | -------------------------------- |
| Canadá       | Wilfrid Laurier     | Ottawa                 | Montada              | Pista de Hockey             | Cuatro Caras de la Paz | El Último y Mejor Oeste         | Fuerza Expedicionaria Canadiense |
| Fenicia      | Dido                | Tiro                   | Birreme              | Cothon                      | Colonias mediterráneas | Fundadora de Cartago            | Guerras Sicilianas               |
| Francia      | Leonor de Aquitania | París                  | Garde Impériale      | Château                     | Grand Tour             | Corte del Amor                  | Imperio Angevino                 |
| Hungría      | Matías Corvino      | Buda                   | Húsar                | Baño Termal                 | Perla del Danubio      | Rey Corvino (Ejército Negro)    | Estandarte Corvino               |
| Incas        | Pachacútec          | Cuzco                  | Warak'aq             | Terraza de Cultivo          | Mita                   | Cápac Ñan                       | Sapa Inca                        |
| Inglaterra   | Leonor de Aquitania | Londres                | Lobo de Mar          | Astillero de la Marina Real | Taller del Mundo       | Corte del Amor                  | Imperio Angevino                 |
| Malí         | Mansa Musa          | Niani                  | Caballería Mandekalu | Suguba                      | Canciones del Jeli     | Mercaderes del Sahel            | Señor de las Minas               |
| Maoríes      | Kupe                | Te Hokianga-nui-a-Kupe | Toa                  | Marae                       | Mana                   | Travesía de Kupe                | Kaitiakitanga                    |
| Otomanos     | Solimán             | Estambul               | Corsario Berberisco  | Gran Bazar                  | Gran Bombarda Turca    | Gran Visir (Jenízaro)           | Legislador                       |
| Suecia       | Cristina            | Estocolmo              | Carolino             | Museo al Aire Libre         | Premio Nobel           | Minerva del Norte               | Bibliofilia                      |

1. 1 2  Nueva líder de Francia e Inglaterra, comparte las habilidades especiales, las unidades e infraestructuras únicas de las civilizaciones a las que representa, según la civilización con la que el jugador quiera jugar.
2. ↑  Nueva habilidad especial de Inglaterra, reemplaza a Museo Británico debido al bonus de líder de Leonor.

### Escenarios
Habrá dos nuevos escenarios para jugar, complementando con las nuevas mecánicas de la expansión.
| Escenario         | Locación del mapa | Duración de la partida |
| ----------------- | ----------------- | ---------------------- |
| La muerte negra   | Europa            | 85 turnos              |
| Máquina de guerra | Europa Occidental | Duración variable      |